# Army of Me (canción de Björk)
«Army of Me» es una canción grabada por la cantante islandesa Björk para su segundo álbum de estudio Post (1995). Fue lanzado el 24 de abril de 1995 por One Little Indian como el primer sencillo del álbum. La canción fue escrita y producida por Björk y Graham Massey. Líricamente, la canción de rock industrial y techno-pop se inspiró en el comportamiento dañino del hermano de Björk, y en la letra, ella le dice que se ponga de pie y recupere el control de su vida. Fue bien recibido por los críticos de música, que notaron su oscuridad y elogiaron la energía de Björk. Fue un éxito comercial y el primer sencillo de Björk en entrar en el top 10 en el UK Singles Chart.
Björk estrenó la canción en algunos conciertos durante el Debut Tour antes del lanzamiento del álbum. Lo interpretó en una serie de apariciones en televisión, y en particular, por primera vez en Top of the Pops con Skunk Anansie. Además, la canción fue interpretada en todas las fechas del Post Tour. La canción apareció en el álbum recopilatorio de Björk, Greatest Hits (2002).
El video musical que acompaña a la canción fue el producto de otra colaboración entre Björk y Michel Gondry. Presenta a la cantante conduciendo un enorme vehículo a través de una ciudad, luchando contra un dentista gorila para recuperar un diamante que tomó de su boca y bombardeando un museo con dinamita para liberar a un niño. En 2005, Björk, para ayudar al UNICEF, lanzó una compilación benéfica titulada Army of Me: Remixes and Covers, que incluía una serie de covers y remezclas de artistas de todo el mundo.

## Antecedentes
| «Soy un oso polar y estoy con quinientos osos polares, simplemente pisoteando una ciudad. La letra trata sobre personas que sienten lástima por sí mismas todo el tiempo y no juntan su mierda. Llegas a un punto con personas como esa en el que has hecho todo lo que puedes hacer por ellos, y lo único que los va a resolver son ellos mismos. Es hora de hacer las cosas. Me identifico con los osos polares. Son muy tiernos y lindos y bastante tranquilos, pero si te conocen pueden ser muy fuertes» ——Björk hablando con Jon Savage sobre la canción. |

«Army of Me» fue escrita en 1992 por Björk y Graham Massey, durante una de las primeras sesiones de grabación de Debut, junto con «The Modern Things», pero Björk decidió poner las canciones en espera y esperar antes de lanzarlos. Aun así, Björk interpretó las canciones durante algunas fechas de su Debut Tour. La cantante explicó además la canción: «Imagina que estás en un club lleno de tipos de heavy metal y gente grunge; “Army of Me” es como la abuela de alguien que grita a todo volumen por la megafonía y dice: “¡Fuera de eso!, ¡Deja de lloriquear!, ¡Lávate el pelo!, y ¡Emparéjate!”»
El sencillo fue lanzado en el Reino Unido el 24 de abril de 1995 como casete y sencillo de dos CD. El primer CD contenía la versión islandesa de «You've Been Flirting Again» y la versión cueva de «Cover Me», ambas de Post. La versión de cueva de «Cover Me» se grabó en una cueva en Bahamas, y se pueden escuchar sonidos de murciélagos volando de fondo. El sencillo también contenía «Sweet Intuition», una canción compuesta por Björk y Black Dog, que formaría la base lírica para la composición de otra canción escrita por Björk para Madonna: «Bedtime Story». El segundo CD contenía, entre otros remezclas, una versión de «Army of Me» que presenta a Skunk Anansie. La pista se grabó y mezcló en menos de siete horas, como recuerda la banda, y presenta a Björk haciendo un uso intensivo de los gritos.

## Videoclip
El videoclip, dirigido por Michel Gondry, comienza con Björk conduciendo un camión de grotescas dimensiones, y todo se agita debido al movimiento de este. El motor empieza a fallar y Björk abre la tapa para ver que ocurre; el motor es una mandíbula y todos los dientes están rotos y llenos de basura, además dentro hay un hombre maloliente. Después Björk se toca el carrillo haciendo ademán de que le duelen las muelas. Se dirige al dentista, que es un gorila y saca un diamante de la boca de Björk. Björk lucha contra el gorila y la enfermera para llevarse el diamante, se lo lleva corriendo y este empieza a crecer, así que lo deposita dentro del motor que empieza a funcionar de nuevo. Ella sigue conduciendo y para delante de un museo de arte moderno, coloca una bomba dentro junto a un hombre; tumbado y al parecer, muerto; y sale corriendo. La bomba explota y después de la explosión, Björk vuelve a entrar en el museo donde encuentra al hombre vivo. Björk le abraza y llora lágrimas de diamante. La pantalla se vuelve negra y aparece el mensaje "To be continued" ("Continuará")

## Lista de canciones
UK CD1

1. «Army Of Me» - 3:57
2. «Cover Me» (Cave Version)1 - 3:07
3. «You've Been Flirting Again» (En islandés)1 - 2:25
4. «Sweet Intuition» - 4:43

UK CD2

1. «Army Of Me» (ABA All-Stars Mix) - 3:46
2. «Army Of Me» (Masseymix) - 5:12
3. «Army Of Me» (con Skunk Anansie) - 4:33 Diferente toma vocal, no solamente un remix.
4. «Army Of Me» (Instrumental ABA All-Stars Mix) - 3:46

UK CD Promo

1. «Army Of Me» - 3:56

UK Vinilo 12" Promo (1)

Cara A
Cara B
1. «Army Of Me» (Instrumental ABA All-Stars Mix)

UK Vinilo 12" Promo (2)

Cara A
1. «Army Of Me» (Masseymix) - 5:15

UK Vinilo 12" Promo (3)

Cara A
1. «Army Of Me»

Cara B
1. «Army Of Me» (featuring Skunk Anansie)2

UK Vinilo 12" Promo (4)

Cara A
1. «Army Of Me» (ABA All-Stars Mix)

Cara B
1. «Army Of Me» (Instrumental ABA All-Stars Mix)

UK Vinilo 7" Promo

Cara A
1. «Army Of Me»

Cara B
1. «Army Of Me» (Instrumental ABA All-Stars Mix)

UK 12" Acetato

Cara A
1. «Army Of Me» (Beastie Boys Vocal Mix)

Cara B
1. «Army Of Me» (Beastie Boys Instrumental Mix)

EUR CD

1. «Army Of Me» - 3:58
2. «Army Of Me» (ABA All-Stars Mix) - 3:46
3. «Army Of Me» (Masseymix) - 5:12
4. «Army Of Me» (featuring Skunk Anansie) - 4:33
5. «Army Of Me» (Instrumental ABA All-Stars Mix) - 3:46

FRA CD

1. «Army Of Me» - 3:58
2. «Cover Me» (Cave Version)1 - 3:08

EEUU CD Promo

1. «Army Of Me» - 3:38

JPN CD

1. «Army Of Me» - 3:58
2. «Army Of Me» (ABA All-Stars Mix) - 3:46
3. «Army Of Me» (Masseymix) - 5:12
4. «Army Of Me» (featuring Skunk Anansie) - 4:33
5. «Army Of Me» (Instrumental ABA All-Stars Mix) - 3:46

## Posicionamiento
| Lista (1995)                        | Mejor posición |
| ----------------------------------- | -------------- |
| Alemania (Media Control Charts)     | 55             |
| Australia (ARIA Charts)             | 35             |
| Bélgica (Ultratop 50 flamenca)      | 13             |
| Bélgica (Ultratop 50 valona)        | 17             |
| Canadá (RPM)                        | 59             |
| Estados Unidos (Modern Rock Tracks) | 21             |
| Francia (SNEP)                      | 22             |
| Noruega (VG-lista)                  | 17             |
| Nueva Zelanda (RIANZ)               | 26             |
| Países Bajos (Dutch Top 40)         | 17             |
| Reino Unido (UK Singles Chart)      | 10             |
| Suecia (Sverigetopplistan)          | 14             |
| Suiza (Swiss Singles Chart)         | 28             |